# Пиво Бельгии
В Бельгии производится около 900 разных марок пива (этикетированного — около 300), некоторым из них по 400—500 лет. В прошлом в Бельгии число пивоварен не уступало количеству церквей. Каждая пивоварня имела свой сорт пива, свой источник воды и своего пивовара. Один бельгийский политик хорошо обрисовал социальную роль пива:
Любитель вина говорит со стаканом, а любитель пива — с соседом.
Бельгийское пиво было неоднократно названо одним из лучших в мире.
Из этой страны вышел нынешний крупнейший мировой производитель пива — международный концерн Anheuser-Busch InBev (первоначально бельгийская компания Interbrew, с 2004 — бельгийско-бразильская InBev, которая в июле 2008 года объединилась с американской Anheuser-Busch).
Сами бельгийцы из потребления пива делают целое торжество. Так, бутылки с этим напитком почти всегда украшены красочно, обернуты в блестящую бумагу, притом выглядят как настоящий подарок, и вполне не дешёвый.

Пробки для пивных бутылок также не совсем обычные. За счет того, что после розлива некоторые сорта местного пива ещё некоторое время созревает, при этом выделяя газ, то давление возрастает настолько, что выдержать его может только специальная пробка или зажим.
Традиционное бельгийское пиво плотное и крепкое — до 12 % vol и обычно не менее 6° крепости, зачастую сладковатое — помимо привычных пивных ингредиентов, в бельгийское пиво часто добавляют сахар, мёд, фрукты.
По технологии низового брожения, наиболее распространённой в наши дни (многочисленные светлые «лагерные», «пльзенские» сорта), в Бельгии изготавливается около сотни различных марок, они составляют примерно 3/4 общего объёма производства, наиболее известные из них — Stella Artois и Jupiler.
Но самое интересное в бельгийском пиве — это его специальные, особые виды.

## Разновидности

### «Белое» пиво
Пшеничное пиво (бланш, (фр. Biere blanche, букв. белое; witbier) — обычно нефильтрованное, мутноватое, нередко с добавками, на вкус кисловатое, обычно некрепкое и хорошо освежает. В настоящее время едва ли не культовый напиток местной молодежи, хотя саму технологию освоили ещё в XVIII веке пивовары восточной части Брабанта, зерновой житницы страны.
Один из популярных и известных сортов «белого» пива, которому уже более 500 лет — Hoegaarden, готовят его из непророщенной пшеницы (её доля составляет чуть менее 50 %), ячменного солода и несоложенного овса. Кроме того, в него добавляют кориандр и апельсиновую цедру. Напиток не фильтруют.
В городе Лёвен варят свой вариант белого пшеничного — Blanche de Louvain. Процесс его приготовления отличается особенно длительной затиркой солода. Разливают левенское пиво в бутылки с фарфоровой пробкой. В старинной бельгийской пивоварне Brasserie du Bocq варят сорт «Бланш де Намюр» («Blanche de Namur»), называвшийся лучшим пшеничным пивом мира.
Ещё один интересный стиль пшеничного — Lambic. Доля пшеницы в нём составляет чуть больше 1/3, готовится пиво без добавления дрожжей. Процесс созревания длится от нескольких месяцев до двух-трех и даже пяти, а то и десяти лет. Также его часто используют для приготовления разнообразных смесей, прежде всего с использованием фруктовых соков (напр., один из самых известных вариантов этого пива — вишнёвый, называемый Kriek).
Бельгийцы употребляют такое пиво не только по прямому назначению, но и для приготовления разных соусов, особенно к белой рыбе.

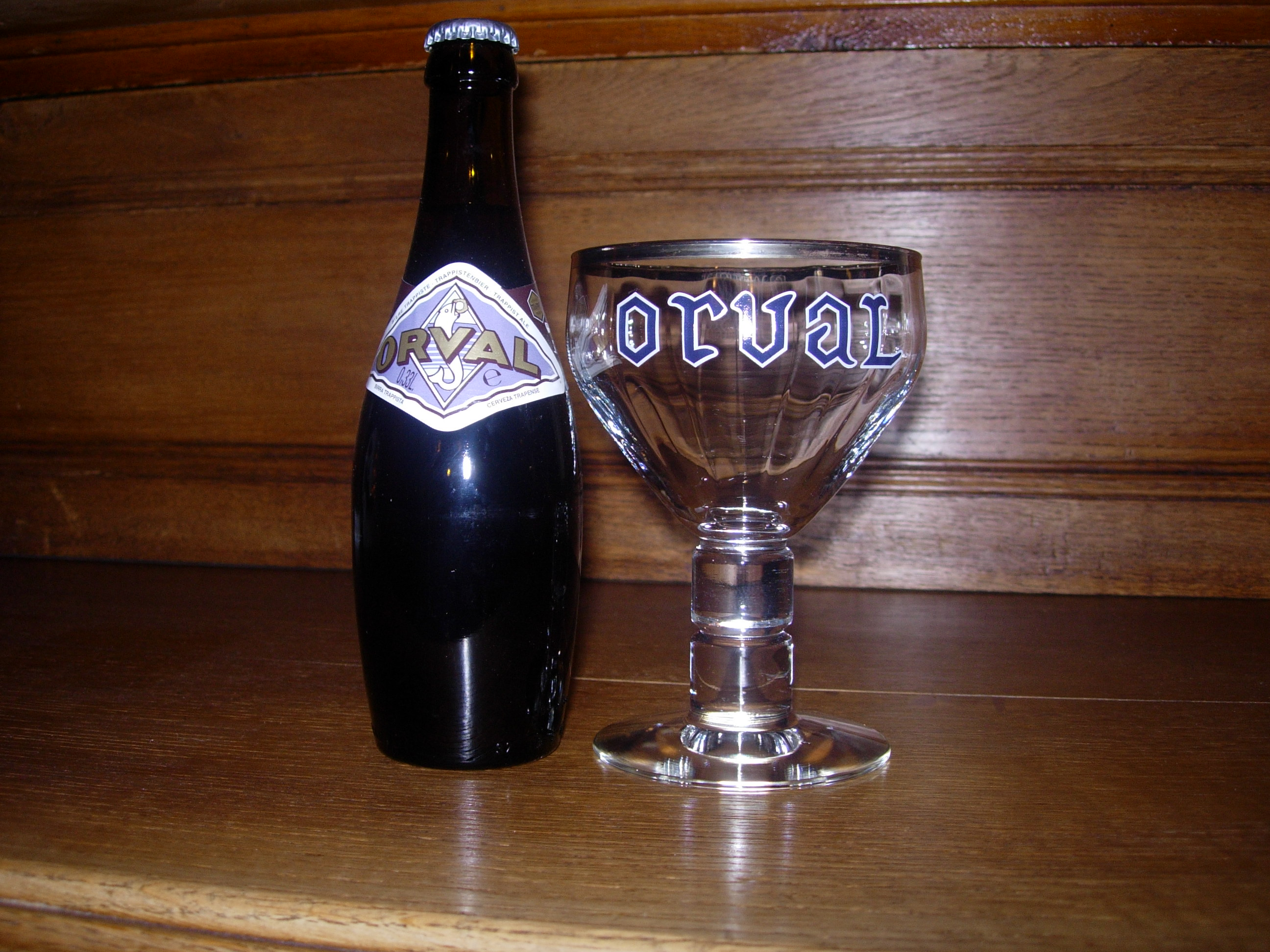
Пиво Orval с оригинальным бокалом

### Ламбик
В производстве типичного для окрестностей Брюсселя пшенично-ячменного пива ламбик (lambic, иногда пишется lambik) используется технология естественного брожения. При этой технологии работают натуральные дрожжи, всегда существующие в атмосфере (исторически это самый древний метод пивоварения, лишь со временем люди додумались до использования культивируемых дрожжевых культур).
Естественная ферментация требует времени, «молодое пиво» ламбик получается лишь через 3-6 месяцев, более зрелое требует выдержки в 2-3 года. Из-за этого бельгийским пивоварам необходимы огромные складские помещения и подвалы для выдержки и хранения своей продукции. Бочки, как правило, закупаются в Португалии у производителей настоящего порто. Несмотря на общий технологический прогресс в современном пивоварении, производство ламбика в летние месяцы приостанавливается из-за невозможности жестко контролировать температурный режим естественного брожения. Выдержанный ламбик отличается явными хересными тонами, поразительными для пива. В целом, у этого сорта репутация деревенского, патриархального напитка с ароматом молодой браги или сидра, специалисты называют этот свежий дрожжевой аромат «сырным». И, кстати, на бессмертных полотнах Питера Брейгеля-старшего фламандское население XVI века пьет именно пиво ламбик.
Пиво гёз (gueuze) — это смесь сортов ламбик разного возраста, из них обычно две трети молодых. Эта смесь активно дозревает в ходе вторичной ферментации после розлива, отчего и бутылки для этого пива подбирают самые крепкие — типа шампанских. Из-за сходства с игристыми винами пиво «гез» иногда называют «Брюссельским шампанским», да и само название иногда связывают со словом «гейзер». Бутылки с этим пивом хранят в подвалах в горизонтальном положении до 20 лет и более без всяких консервантов или иных добавок, со временем оно становится все лучше и крепче — до 5,5 % алк. по объёму.
Одна из разновидностей технологии «ламбик» называется Фаро (faro), в этом случае для вторичной ферментации добавляется сахар. Соответственно, и пиво получается некрепким, освежающим, слегка сладковатым с легким винным привкусом. Пьют его бочковым?

### Крик
Пиво Крик (kriek, «вишня» на фламандском) — это та же смесь ламбик, которую перед вторичной ферментацией настаивают на вишне, «фрамбуаз» или «фрамбозен» (framboise, frambozen) — на малине. С этой же целью, хотя и реже, используют землянику садовую, чёрную смородину, персики, бананы, ананасы и сливы сорта «мирабель». Берутся именно свежие отборные ягоды и фрукты, а не их эссенции. При этом вишня, например, годится не любая, а определённого сорта, который культивируется в окрестностях Брюсселя. Небольшие вишенки позднего сбора не давят, а немного нарушают целостность кожицы, после чего добавляют в «ламбик» из расчета один килограмм вишни на пять килограммов пива.
Эти сорта пива также могут храниться довольно долго, но считается, что лучше всего их употребить не позже двух лет с момента розлива в бутылки, затем фруктовые ароматы слабеют.

### Траппистское пиво
Бельгийские монахи-трапписты издавна делают собственный вариант эля под общим названием Trappiste (марок такого пива в Бельгии всего шесть — Achel, Chimay, Orval, Rochefort, Westmalle и Westvleteren, ещё одна пивоварня, La Trappe, находится в Нидерландах). Оно получается очень плотным, крепким (более 6 % алк. по объёму, иногда даже до 9 %) и горьковатым. Легкий дрожжевой осадок на дне бутылки богат витамином В. Это пиво рекомендуется пить при температуре 12-15 °C, то есть чуть охлажденным по сравнению с комнатной температурой. Открывать бутылку и разливать напиток следует очень осторожно, чтобы не взболтать витаминизированный осадок, который знающие люди допивают потом, на десерт.

### «Аббатское» пиво
Аббатское пиво (Abbaye) — более широкая категория, чем Trappiste. Как правило, такое пиво имеет какую-то монастырскую предысторию, но производится сейчас без участия монахов. Первым по лицензии стало изготавливаться пиво Leffe; за ним последовали многие другие (Grimbergen, St. Bernardus и др.). Иногда такое пиво дображивает и созревает непосредственно в бутылках. Оно хорошо сочетается с мясом и сырами.

## Известные производители и марки
- AB InBev (Jupiler, Stella Artois)
- BVBA[5]
- Abdij Notre-Dame de Scourmont (Chimay)
- Abdij Notre-Dame de Saint-Rémy (Rochefort[6])
- Affligem Brewery en:Heineken brands#Affligem Brewery (Blond, Double)

- Tongerlo (Blond, Brown, Prior)[7]
- en:Duvel Moortgat Brewery (Duvel; Maredsous[8] (Blond, Dark, Tripel))
- Leffe
- Leute (тёмный крепкий сорт, так называемый Бок-бир)[9]
- Brasserie d’Orval (Orval)
- Grimbergen (Blond, Double, Optimo Bruno, Gold 8)
- Hoegaarden
- Westmalle
- Troubadour (Blond, Magma, Speciale, Westkust)

Конфедерация бельгийских пивоваров существует с XIV века, вот уже триста лет её штаб-квартира располагается в старинном особняке на Grand Place в Брюсселе. Здесь же музей пивного дела с подробными экспозициями, познавательными экскурсиями и пивными дегустациями.

## Пивные фестивали
В Бельгии проводятся несколько пивных фестивалей, включая:
- BAB-фестиваль, ежегодный в феврале, Брюгге[11]
- Бельгийский пивной уикенд (Belgian Beer Weekend) — Брюссель, начало сентября
- Рождественский пивной фестиваль, Эссен